# Oswaldo Santoya
Oswaldo Santoya, né le 12 septembre 1965 à San Andrés (Colombie), est un footballeur colombien, qui évoluait au poste de défenseur à l'Once Caldas, à l'Independiente Medellín et à Millonarios ainsi qu'en équipe de Colombie.
Santoya ne marque aucun but lors de son unique sélection avec l'équipe de Colombie en 1994.

## Carrière de joueur

### Clubs
- 1988-1996 : Once Caldas
- 1996-1997 : Independiente Medellín
- 1998 : Millonarios

### Palmarès

#### En équipe nationale
- 1 sélection et 0 but avec l'équipe de Colombie en 1994